# إيشيرو مياكي
إيشيرو مياكي (باليابانية: 三宅市郎؛ بالكانا: みやけ いちろう) هو عالم نبات ياباني، ولد في 24 مارس 1881 في غيفو في اليابان، وتوفي في 15 فبراير 1964 في طوكيو في اليابان.